# Косарева, Надежда Борисовна
Надежда Борисовна Косарева (род. 27 сентября 1955, Москва) — президент Фонда «Институт экономики города». Ведущий российский эксперт в сфере жилищной политики, жилищного финансирования, в том числе ипотечного кредитования, развития рынка недвижимости, градорегулирования и землепользования, а также по вопросам организации местного самоуправления и социально-экономического развития городов.

## Биография
Родилась в городе Москва. В 1979 году окончила экономический факультет Московского государственного университета имени М. В. Ломоносова по специальности «планирование народного хозяйства». В 1986 году окончила очную аспирантуру Всесоюзного научно-исследовательского института системных исследований РАН, в 1985 году присвоена учёная степень кандидата экономических наук.
В 1985—1986 годах работала экономистом во Всесоюзном научно-исследовательском институте системных исследований. В 1986—1993 годах занимала должность старшего научного сотрудника Института народнохозяйственного прогнозирования РАН. В 1992—1995 годах работала консультантом Urban Institute (США) в рамках программы Агентства США по международному развитию по технической помощи в развитии жилищной сферы России.
В 1995 году Надежда Косарева стала одним из инициаторов создания Фонда «Институт экономики города». В том же году возглавила Фонд «Институт экономики города» и до сих пор является его руководителем.
Н. Б. Косарева является членом Экспертного совета при Правительстве Российской Федерации; Общественного совета при Министерстве строительства и жилищно-коммунального хозяйства Российской Федерации (руководитель Комиссии в сфере жилищной политики) , Экспертного совета по формированию комфортной городской среды при Минстрое России, Совета по вопросам жилищного строительства и содействия развитию жилищно-коммунального комплекса при Совете Федерации Федерального Собрания Российской Федерации.
Активно участвует в общественной жизни города Москвы: с марта 2019 года является членом Общественной палаты города Москвы (руководитель Комиссии по экономике, бюджету и перспективному развитию города), членом Общественного штаба по контролю за реализацией программы реновации города Москвы.
Н. Б. Косарева также ведет научную деятельность, является автором целого ряда публикаций по различным аспектам городской экономики и жилищной политики.

## Участие в законотворческой работе
Участвовала в разработке значительного числа законодательных и иных нормативных правовых актов по вопросам жилищной политики, местного самоуправления, жилищного финансирования, ипотечного кредитования, социально-экономического развития городов, среди которых:
- Жилищный кодекс Российской Федерации
- Градостроительный кодекс Российской Федерации
- Земельный кодекс Российской Федерации
- Федеральный закон № 102-ФЗ Об ипотеке (залоге недвижимости)
- Федеральный закон № 152-ФЗ Об ипотечных ценных бумагах
- Федеральный закон № 122-ФЗ О государственной регистрации прав на недвижимое имущество и сделок с ним
- Федеральный закон № 217-ФЗ О внесении изменений в Жилищный кодекс Российской Федерации и отдельные законодательные акты Российской Федерации в части законодательного регулирования отношений по найму жилых помещений жилищного фонда социального использования
- Федеральный закон № 214-ФЗ Об участии в долевом строительстве многоквартирных домов и иных объектов недвижимости и о внесении изменений в некоторые законодательные акты Российской Федерации

Наиболее яркие достижения Н. Б. Косаревой, направленные на социально-экономическое развитие России:

### 1998 год
Н. Б. Косарева принимала активное участие в разработке нового подхода к исполнению обязательств государства перед отдельными категориями граждан в форме предоставления безвозмездных субсидий на приобретение жилья и активно участвовала в разработке и сопровождении реализации Федеральной целевой программы «Государственные жилищные сертификаты» (утверждена Постановлением Правительства Российской Федерации от 20 января 1998 г. № 71).

### 2000 год
Н. Б. Косарева принимала активное участие в подготовке проекта «Основные направления государственной стратегии развития жилищной реформы в 2001—2005 гг. и на долгосрочную перспективу», а также возглавила группу экспертов по подготовке аналитических докладов «Стратегия жилищной политики и развития жилищно-коммунального хозяйства», «Государственная политика в сфере земли и иной недвижимости» для Центра стратегических разработок.

### 2004 год
Н. Б. Косарева являлась руководителем экспертной рабочей группы по формированию рынка доступного жилья Центра стратегических разработок, созданной при поддержке Администрации Президента РФ и принимала активное участие в подготовке пакета законопроектов по данной теме, который был принят в конце 2004 г. (26 федеральных законов), в том числе — новые Жилищный и Градостроительный кодексы Российской Федерации, законы о внесении изменений в гражданское законодательство, законодательство об ипотеке и ипотечных ценных бумагах, налоговое и бюджетное законодательство и др.

### 2005 год
Н. Б. Косарева активно участвовала в подготовке приоритетного национального проекта «Доступное и комфортное жильё — гражданам России» и в разработке новой редакции Федеральной целевой программы «Жилище» на 2002—2010 годы — основного инструмента реализации приоритетного национального проекта.

### 2010—2013 годы
Под руководством Н. Б. Косаревой проведён комплекс работ по оценке административных барьеров в жилищном строительстве, а также подготовке предложений и проектов федеральных нормативных правовых актов по ликвидации избыточных административных барьеров при реализации инвестиционно-строительных проектов в жилищной сфере.
Н. Б. Косарева выступила координатором экспертной группы и одним из авторов главы 14 «Государственная жилищная политика» Стратегии социально-экономического развития Российской Федерации на период до 2020 года (Стратегии-2020).
Н. Б. Косарева является одним из разработчиков модели организации капитального ремонта многоквартирных домов, обеспечивающей устойчивое финансирование потребностей в капитальном ремонте многоквартирных домов в долгосрочной перспективе и подготовке предложений по необходимым изменениям законодательной и нормативной базы для реализации предлагаемой модели.
Под руководством Н. Б. Косаревой проведён комплекс работ по подготовке государственной программы Российской Федерации «Обеспечение доступным и комфортным жильём и коммунальными услугами граждан Российской Федерации».
Н. Б. Косаревой подготовлены предложения по реформированию системы государственной регистрации прав и кадастрового учёта недвижимого имущества, направленные на создание единой системы учёта, а также на повышение гарантий прав добросовестных приобретателей недвижимости. В соответствии с этими предложениями под руководством Н. Б. Косаревой подготовлен проект единого закона о регистрации прав.
Н. Б. Косарева является одним из разработчиков программы по повышению доступности жилья для населения России «Жильё для российской семьи», законопроекта о найме жилых помещений.

### 2014—2015 годы
Под руководством Н. Б. Косаревой разработан ряд документов в части законодательного регулирования отношений по найму жилых помещений жилищного фонда социального использования.
Подготовлен проект федерального закона «О внесении изменений в Жилищный кодекс Российской Федерации и отдельные законодательные акты Российской Федерации по вопросу развития деятельности жилищных и жилищно-строительных кооперативов», в том числе устанавливающего особенности создания и деятельности потребительских жилищных кооперативов.
Н. Б. Косарева выступила одним из ведущих участников разработки и обсуждения проекта федерального закона № 954041-6 «О внесении изменений в Федеральный закон "Об участии в долевом строительстве многоквартирных домов и иных объектов недвижимости и о внесении изменений в некоторые законодательные акты Российской Федерации" и отдельные законодательные акты Российской Федерации», внесённый в Государственную Думу Правительством Российской Федерации 14 декабря 2015 г.

### 2016 год
Н. Б. Косарева представила к заседанию президиума Совета при Президенте Российской Федерации по стратегическому развитию и приоритетным проектам 28 июля 2016 года предложения по направления «Моногорода», «Ипотека и арендное жильё», «Реформа контрольной и надзорной деятельности».
Под руководством Н. Б. Косаревой подготовлены ко второму и третьему чтению проекта федерального закона № 954041-6 «О внесении изменений в Федеральный закон "Об участии в долевом строительстве многоквартирных домов и иных объектов недвижимости и о внесении изменений в некоторые законодательные акты Российской Федерации" и отдельные законодательные акты Российской Федерации» предложения и проекты поправок в части совершенствования законодательства об участии в долевом строительстве жилья.
Н. Б. Косарева включена в работу по совершенствованию законодательства о жилищных накопительных кооперативах, в частности, подготовлено Заключение на проект федерального закона «О внесении изменений в Федеральный закон от 30 декабря 2004 года № 215-ФЗ "О жилищных накопительных кооперативах" и иные нормативные правовые акты Российской Федерации».
Президент ИЭГ Н. Б. Косарева была включена в состав Рабочей группы по подготовке доклада к заседанию Государственного совета Российской Федерации по вопросу: «О развитии строительного комплекса и совершенствованию градостроительной деятельности в Российской Федерации». В ходе данной работы подготовлены предложения и замечания к проекту доклада, в том числе по вопросу обеспечения безбарьерной среды для инвалидов и других маломобильных групп населения.

### 2017 год
Под руководством Н. Б. Косаревой подготовлен ряд отзывов на проекты федеральных законов, предложения по их доработке в части совершенствования законодательства и реализации государственных программ в сфере благоустройства территорий поселений.
Подготовлен отзыв и предложения по доработке проекта федерального закона № 120505-7 «О внесении изменений в Закон Российской Федерации "О статусе столицы Российской Федерации" и отдельные законодательные акты Российской Федерации в части установления особенностей реновации жилищного фонда в столице Российской Федерации — городе федерального значения Москве».

## Научная деятельность
Надежда Борисовна Косарева — автор ряда работ по различным аспектам реформы жилищного сектора и жилищного финансирования в России. Н. Б. Косарева является руководителем рабочей группы «Рынок жилья и жилищная политика России» Лаборатории исследования отраслевых рынков НИУ ВШЭ.
С 2009 по 2013 годы в рамках проекта «Исследование структурных проблем экономического развития» (под руководством научного руководителя НИУ ВШЭ профессора Е. Г. Ясина) было проведено пять исследований в жилищной сфере:
- Исследование рынка жилья и доступности жилья для населения России и разработка подходов к повышению доступности жилья (2009).
- Исследование административных барьеров при реализации инвестиционных проектов в жилищном строительстве (2010).
- Исследование социальной и экономической эффективности различных форм владения и управления объектами жилой недвижимости (2011).
- Исследование факторов, определяющих уровень конкуренции на рынках жилищного строительства России (2012).
- Оценка возможных стратегий государственной жилищной политики России на период до 2020 года (2013).

В 2015 году результаты исследований были обобщены в монографии «Жилищная политика и экономика в России: результаты и стратегия развития», авторами которой стали Н. Б. Косарева, Т. Д. Полиди, А. С. Пузанов.
В 2016 году выполнена под руководством Н. Б. Косаревой научно-исследовательская работа по теме «Экономика города как фактор роста российской экономики».
В 2017 году темой научно-исследовательской работы стала «Разработка системы аналитических показателей экономики городов и агломераций Российской Федерации».

## Награды и премии
- Почётная грамота Совета Федерации Федерального Собрания Российской Федерации, 07.12.2004
- Почётная грамота Федеральной антимонопольной службы, 20.02.2008
- Почётная грамота Правительства Российской Федерации, 23.04.2012
- Благодарность Федеральной службы государственной регистрации, кадастра и картографии, 05.06.2014
- Благодарность Министерства строительства и жилищно-коммунального хозяйства Российской Федерации, 21.05.2015
- Благодарность Правительства Российской Федерации, 17.07.2015
- Почётная грамота Департамента градостроительной политики города Москвы, 28.12.2015
- Благодарственное письмо Минстроя России, 15.08.2018
- Благодарственное письмо Мэра Москвы, 12.2018
- Международная Леонтьевская медаль, 16.02.2019
- Благодарность Мэра Москвы, 2019
- Благодарность Министерства строительства и жилищно-коммунального хозяйства Российской Федерации, 2023

### Публикации
- Косарева Н. Б., Пузанов А. С., Полиди Т. Д., Генцлер И. В., Лыкова Т. Б., Попов Р. А., Алов И. Н., Гершович А. Я. «Зеленая повестка» устойчивого развития городов. М.: Фонд «Институт экономики города», 2023.
- Косарева Н. Б. Жилищные гарантии при реализации проектов комплексного развития территорий жилой застройки // Журнал «Закон». — М., 2023. — № 3.
- Косарева Н. Б. Комплексное развитие городских территорий: что нужно, что можно и как не надо // ПОЛИТИЯ. СИБУР. XL Губернаторские чтения. 2021.
- Kosareva N., Polidi T., Popov R., Puzanov A. Economic performance of Russian regions’ capital cities // Area Development and Policy. 2021. Vol. 6. No. 2.
- Kosareva N., Polidi T. Housing Affordability in Russia // Housing Policy Debate. 2020. Vol. 30. No. 5.
- Косарева Н. Б., Полиди Т. Д. Доступность жилья в России и за рубежом // Вопросы экономики. 2019. №7.
- Косарева Н. Б. Лекция Н. Б. Косаревой «Основные результаты жилищной политики и новая жилищная стратегия». СПб.: Международный центр социально-экономических исследований «Леонтьевский Центр». 2019.
- Косарева Н. Б., Полиди Т. Д., Пузанов А. С. Экономическая урбанизация. М.: Фонд «Институт экономики города», 2018.
- Kosareva N., Polidi T., Baykova Т., Routledge Handbook of Contemporary Issues in Expropriation Chapter 16 «Real estate expropriation in Russia. Statutory regulation and enforcement» / Routledge. 2018.
- Kosareva N., Polidi T., Assessment of gross urban product in Russian cities and its contribution to Russian GDP in 2000—2015 / Пер. с рус. // Russian Journal of Economics. 2017. Vol. 3. No. 3.
- Косарева Н. Б., научный редактор, Городской альманах. Выпуск 7. М.: Фонд «Институт экономики города», 2017.
- Косарева Н. Б., Полиди Т. Д. Оценка валового городского продукта в российских городах и его вклада в ВВП России в 2000—2015 гг. // Вопросы экономики. 2017. № 7.
- Kosareva N., Polidi T., Puzanov A., Trutnev E., Igumenov Е. A study on the consistency between housing and urban planning policies/ HSE Working Papers. Series WP BRP 03/URB/2016 «Urban and Transportation Studies». 2016.
- Косарева Н. Б., Полиди Т. Д., Пузанов А. С. Жилищная политика и экономика в России: результаты и стратегия развития. М.: НИУ ВШЭ, 2015.
- Косарева Н. Б., Полиди Т. Д., Пузанов А. С. Основные тенденции жилищной экономики российских городов // Городские исследования и практики. 2015. № 1. С. 33-54.
- Косарева Н. Б. в соавторстве Социальная политика: долгосрочные тенденции и изменения последних лет. Краткая версия доклада: докл. к XVI Апр. междунар. науч. конф. по проблемам развития экономики и общества / Отв. ред.: Кузьминов Я. И., Овчарова Л. Н., Якобсон. Л. И. М.: Издательский дом НИУ ВШЭ, 2015.
- Kosareva N., Polidi T., Puzanov A. Housing Construction in Russia, Problems of Economic Transition // Taylor & Francis Journals. 2014. vol. 57(4).
- Косарева Н. Б., Новиков А. В., Пузанов А. С., Полиди Т. Д.  Равновесие в экономике неравновесного города // Археология периферии / Под рук. Григорян Ю. Э.; Институт Стрелка; Московский Урбанистический форум. – М.: Московский Урбанистический форум, Принтмаркет, 2013.
- Косарева Н. Б., Пузанов А. С., Полиди Т. Д. Рынок жилищного строительства в России: современное состояние и перспективы развития // Вопросы экономики. — М., 2013. — № 3.
- Косарева Н. Б. Главная опасность — накапливание кредитного риска, к которому толкает государство // Рефинансист. — М., 2013.
- Косарева Н. Б. Чтобы строились доходные дома, «однушка» должна сдаваться не за 30 тысяч в месяц, а за 60 // газета «Московская перспектива», 26 февраля — 4 марта 2013 г.
- Косарева Н. Б. Реализация национального проекта «Жильё» остаётся приоритетной задачей для нашей страны // Национальные проекты. — М., 2012. — № 11.
- Косарева Н. Б., Пузанов А. С. Urban Development and Town Planning Policy in Modern Russia. — ISOCARP Review, 2012.
- Косарева Н. Б., Туманов А. А. The Housing Market in Russia: Lessons of the Mortgage Crisis / Global Housing Markets Crises, Policies, and Institutions. — WILEY John Wiley & Sons, Inc., 2012.
- Косарева Н. Б. История новой России // Государственная жилищная политика в России в 1991—2008 годах. — СПб.: Норма, 2011.
- Косарева Н. Б., Полиди Т. Д., Пузанов А. С., Туманов А. А. Где нам живётся // Эксперт. — М., 2011. — № 14.
- Косарева Н. Б., Полиди Т. Д., Пузанов А. С., Туманов А. А. Сравнительный анализ потребления и расходов в жилищной сфере. — М.: Издательский дом ВШЭ, 2011.
- Косарева Н. Б., Туманов А. А., Сиваев Д. С. Исследование региональной структуры рынков жилья в России. — М.: Издательский дом ВШЭ, 2011. — Т. 1.
- Косарева Н. Б. Ипотека никогда не будет доступна для 100 % россиян // Ежегодный строительный альманах. — М., 2010.
- Косарева Н. Б., Копейкин А. Б., Рогожина Н. Н., Сиваев Д. С., Туманов А. А. Развитие ипотечного кредитования в Российской Федерации. — М.: Дело, 2010.
- Косарева Н. Б. (в соавторстве) Основы ипотечного кредитования. — М.: Фонд «Институт экономики города»: ИНФРА-М, 2007.
- Косарева Н. Б., Туманов А. А. Ипотечный кризис в США // Рынок ценных бумаг. — М., 2007. — № 20.
- Косарева Н. Б., Туманов А. А. Об оценке доступности жилья в России // Вопросы экономики. — М., 2007. — № 7.
- Косарева Н. Б., Туманов А. А. Развитие ипотечного кредитования: способ повышения доступности жилья для населения или фактор роста цен на жильё // Экономическая политика России. — М., 2007. — № 9.
- Косарева Н. Б. Доступное — не значит дешёвое // Вопросы местного самоуправления. — М., 2006. — № 2.
- Косарева Н. Б. Возможные формы государственно-частного партнёрства в реализации национального проекта «Доступное и комфортное жильё — гражданам России» // Недвижимость и инвестиции. — М., 2006. — № 1-2.
- Косарева Н. Б., Страйк Р. Russia: Urban Development and Emerging Property Markets // Developments in Russian Housing Finance. — P.: Leontief centre, ADEF, 2005.
- Косарева Н. Б. Конкурентоспособность и модернизация экономики // Формирование рынка доступного жилья. — М.: Издательский дом ГУ ВШЭ, 2004. — Т. 1.
- Косарева Н. Б., Трутнев Э. К. Роль государства в развитии рынка земли и иной недвижимости // Имущественные отношения в Российской Федерации. — М., 2003. — № 7.
- Косарева Н. Б., Пузанов А. С., Либоракина М. И., Сиваев С. Б., Ветров Г. Ю., Новиков А. В. Российская урбанизация на перепутье: к «городу-саду» или в «город-огород»? // Сборник «Россия между вчера и завтра». — М.: Клуб «2015», Институт национального проекта «Общественный договор», 2003.
- Косарева Н. Б., Пастухова Н. С., Рогожина Н. Н. Развитие системы долгосрочного ипотечного кредитования населения в России // Вопросы экономики. — М., 2001. — № 5.
- Косарева Н. Б., Трутнев Э. К. Рекомендации по решению проблемных вопросов учёта объектов недвижимого имущества // Информационный бюллетень ГИС-Ассоциации. — М., 2001. — № 4 (31).
- Косарева Н. Б., Пузанов А. С. Chapter 7. The Countries with Economies in Transition, Global Report on Human Settlements 2001 Cities in a Globalizing World. — United Nations Centre for Human Settlements (Habitat), 2001.
- Косарева Н. Б., Страйк Р., Ткаченко А. Ю. Homeownership and Housing Finance Policy in the Former Soviet Bloc // Russia: Dramatic Shift to Demand-Side Assistance. — W.: The Urban Institute, 2000.
- Косарева Н. Б. Жилищно-коммунальное хозяйство: проблемы реформирования. Жилищная политика в период экономических реформ// Российский социально-политический вестник. 1998. № 3.
- Косарева Н. Б., Страйк Р. Long-Term housing Finance from scratch: the Russian case. // Netherlands Journal of Housing and the Built Environment. — Delft University Press, 1997. — Vol. 12. Special Issue.
- Косарева Н. Б., Пузанов А. С., Тихомирова М. В. Russia: Fast starter housing sector reform 1991—1995. — W.: Urban Institute Press, 1996.
- Косарева Н. Б. Рынки недвижимости и развитие городов: российская реформа и международная практика // Жилищное кредитование в России. — СПб.: Леонтьевский центр, Лимбус пресс, 1994.
- Косарева Н. Б., Страйк Р. Реформа жилищного сектора России 1991—1994. — М.: Фонд «Институт экономики города», Агентство международного развития США, 1994.
- Косарева Н. Б., Страйк Р. Housing privatization in the Russian Federation. — Housing Policy Debate, 1993.
- Косарева Н. Б., Страйк Р. Жилищное кредитование в России: состояние на 1992 год. — М., 1993.
- Косарева Н. Б., Страйк Р., Пузанов А. С., Дэниэлл Дж. Политика в области доходов при повышении квартирной платы в посткоммунистической экономике // Экономика и математические методы. — М., 1993. — Т. 29, Вып. 3.
- Косарева Н. Б., Страйк Р. Вариант системы жилищного финансирования в Российской Федерации. — М., 1992.
- Косарева Н. Б., Страйк Р. Приватизация жилья в Российской Федерации. — М., 1992.
- Косарева Н. Б., Страйк Р., Пузанов А. С., Дэниэлл Дж. Income Adjustments When Raising Rents in Post-Soviet Economics: Housing Allowances or Wage Increases? Analysis for Moscow — W.: The Urban Institute, 1992.
- Косарева Н. Б., Страйк Р., Пузанов А. С., Дэниэлл Дж., Хансон Ч., Микелсонс М. Внедрение пособий на жильё в России: Рационализация арендного сектора. — М., 1992.
- Косарева Н. Б., Пчелинцев О. С., Ронкин Г. С. На пути к жилищной реформе: анализ и прогноз // Вопросы экономики. — М., 1990.
- Косарева Н. Б. Рынок жилья и социальные гарантии// Проблемы прогнозирования. — М., 1990.